# Herb Dobrego Miasta
Herb Dobrego Miasta – jeden z symboli miasta Dobre Miasto i gminy Dobre Miasto w postaci herbu.

## Wygląd i symbolika
Herb przedstawia na białej tarczy kroczącego jelenia w barwie czerwonej zwróconego w lewo (w prawą heraldyczną stronę tarczy). Jeleń w pysku trzyma gałązkę z liściem dębu w kolorze zielonym i dwoma żółtymi (złotymi) żołędziami. Kopyta jelenia są żółte (złote). Jeleń umieszczony jest na podstawie, czyli na wzgórzu w kolorze zielonym.

## Historia

Herb w latach 2004-2020

Od początku istnienia miasta jego godłem był jeleń, co widać na pieczęci z 1325 roku.
Opis herbu: W polu pieczęci stoi jeleń, zwrócony w prawo (czyli w lewą stronę heraldyczną), z gałązką w pysku i większą gałązką widoczną z tyłu pieczęci. W otoku pieczęci widnieje napis:S'DER BORGER VAN DER GODENSTAT. Jest to brzmienie dolnoniemieckie, co mogłoby wskazywać na to, iż Dobre Miasto było niegdyś zamieszkane przez Niemców fryzyjskich. Taki sam herb znajduje się na dwóch innych pieczęciach miejskich pochodzących z XVI w. Na pierwszej widać jelenia z kwiatem widocznym z tyłu, przy tarczy znajdują się litery SMPI, a w otoku napis: +S+DER.BORGER.VAN.DER.GUTTENSTAT. Na drugiej, która jest pieczęcią sądową, widać jelenia, jakby powstającego i mającego w otoku napis: SIGIL.IVDICVM.GVEDSTATEN.
Heraldyka do końca XIX w. była dosyć swobodna, a władze miasta nie przywiązywały zbytniej uwagi do wizerunku herbu.
Na początku XX w. w czasach przynależności Dobrego Miasta do Prus istniały równolegle dwa wizerunki herbu – jeden, z łodygą zieloną wrastającą w podbrzusze jelenia, i drugi, w którym jeleń trzyma w pysku gałązkę z żołędziami. W obu tarcza herbowa była w kolorze srebrnym.
29 kwietnia 2004 r. Rada Miejska Dobrego Miasta uchwaliła herb przedstawiający jelenia ciemnoczerwonego, z brązowymi kopytami, z dwoma zielonymi liśćmi dębu w pysku, zwróconego w prawo, z uniesioną prawą, przednią nogą, stojącego na zielonym podłożu, z którego wyrasta łodyga zielona, wnikająca w podbrzusze jelenia. Wizerunek umieszczony jest w białym polu tarczy.
9 marca 2020 przywrócono herb przedstawiający jelenia z gałązką z żołędziami w pysku.